# České a slovenské kluby a reprezentační týmy ve videoherní sérii NHL
V roce 1991 vyšel první díl herní série NHL (NHL Hockey), kde se nacházela jen liga která nese název celé herní série, tedy NHL.
První plnohodnotné národní týmy se díky zimním olympijským hrám 1998 v Naganu (kde mohly poprvé nastoupit hráči z NHL) objevily od NHL 98.
První plnohodnotné evropské ligy byly přidány od NHL 2004 (a to nejvyšší soutěže Švédska, Finska a Německa).
Prvními českými kluby, které se objevily v sérii, byla NHL 07. První slovenský klub se vyskytl až v NHL 18.
První reprezentační týmy juniorů (U20) a žen, byly patchem přidány do NHL 22.

## Zastoupení národních týmů Česka a Slovenska a počty českých a slovenských klubů v sérii NHL
| Chronologie vydání | Název ročníku                                    |  | Národní tým Česko                            | Národní tým Slovensko                        |  | Národní tým juniorů Česko    | Národní tým juniorů Slovensko |  | Národní tým žen Česko        | Národní tým žen Slovensko |  | Počet Českých klubů | Počet Slovenských klubů |
| ------------------ | ------------------------------------------------ |  | -------------------------------------------- | -------------------------------------------- |  | ---------------------------- | ----------------------------- |  | ---------------------------- | ------------------------- |  | ------------------- | ----------------------- |
| 1                  | NHL Hockey                                       |  | x                                            | x                                            |  | x                            | x                             |  | x                            | x                         |  | x                   | x                       |
| 2                  | NHLPA Hockey '93                                 |  | x                                            | x                                            |  | x                            | x                             |  | x                            | x                         |  | x                   | x                       |
| 3                  | NHL Hockey '94                                   |  | x                                            | x                                            |  | x                            | x                             |  | x                            | x                         |  | x                   | x                       |
| 4                  | NHL Hockey '95                                   |  | x                                            | x                                            |  | x                            | x                             |  | x                            | x                         |  | x                   | x                       |
| 5                  | NHL 96                                           |  | x                                            | x                                            |  | x                            | x                             |  | x                            | x                         |  | x                   | x                       |
| 6                  | NHL 97                                           |  | Team Europe (fiktivní tým s CZE a SVK hráči) | Team Europe (fiktivní tým s CZE a SVK hráči) |  | x                            | x                             |  | x                            | x                         |  | x                   | x                       |
| 7                  | NHL 98                                           |  | ano                                          | ano                                          |  | x                            | x                             |  | x                            | x                         |  | x                   | x                       |
| 8                  | NHL 99                                           |  | ano                                          | ano                                          |  | x                            | x                             |  | x                            | x                         |  | x                   | x                       |
| 9                  | NHL 2000                                         |  | ano                                          | ano                                          |  | x                            | x                             |  | x                            | x                         |  | x                   | x                       |
| 10                 | NHL 2001                                         |  | ano                                          | ano                                          |  | x                            | x                             |  | x                            | x                         |  | x                   | x                       |
| 11                 | NHL 2002                                         |  | ano                                          | ano                                          |  | x                            | x                             |  | x                            | x                         |  | x                   | x                       |
| 12                 | NHL 2003                                         |  | ano                                          | ano                                          |  | x                            | x                             |  | x                            | x                         |  | x                   | x                       |
| 13                 | NHL 2004                                         |  | ano                                          | ano                                          |  | x                            | x                             |  | x                            | x                         |  | 0                   | 0                       |
| 14                 | NHL 2005                                         |  | ano                                          | ano                                          |  | x                            | x                             |  | x                            | x                         |  | 0                   | 0                       |
| 15                 | NHL 06                                           |  | ano                                          | ano                                          |  | x                            | x                             |  | x                            | x                         |  | 0                   | 0                       |
| 16                 | NHL 07                                           |  | ano                                          | ano                                          |  | x                            | x                             |  | x                            | x                         |  | 14                  | 0                       |
| 17                 | NHL 08                                           |  | ano                                          | ano                                          |  | x                            | x                             |  | x                            | x                         |  | 0                   | 0                       |
| 18                 | NHL 09                                           |  | ano                                          | ano                                          |  | x                            | x                             |  | x                            | x                         |  | 14                  | 0                       |
| 19                 | NHL 10                                           |  | ano                                          | ano                                          |  | x                            | x                             |  | x                            | x                         |  | 14                  | 0                       |
| 20                 | NHL 11                                           |  | ano                                          | ano                                          |  | x                            | x                             |  | x                            | x                         |  | 14                  | 0                       |
| 21                 | NHL 12                                           |  | ano                                          | ano                                          |  | x                            | x                             |  | x                            | x                         |  | 14                  | 0                       |
| 22                 | NHL 13                                           |  | ano                                          | ano                                          |  | x                            | x                             |  | x                            | x                         |  | 14                  | 0                       |
| 23                 | NHL 14                                           |  | ano                                          | ano                                          |  | x                            | x                             |  | x                            | x                         |  | 14                  | 0                       |
| 24                 | NHL 15                                           |  | ano                                          | ano                                          |  | x                            | x                             |  | x                            | x                         |  | 14                  | 0                       |
| 25                 | NHL 16 *(PS3 a XBOX360 jako NHL: Legacy Edition) |  | ano                                          | ano                                          |  | x                            | x                             |  | x                            | x                         |  | 14                  | 0                       |
| 26                 | NHL 17                                           |  | ano                                          | ano                                          |  | x                            | x                             |  | x                            | x                         |  | 14                  | 0                       |
| 27                 | NHL 18                                           |  | ano                                          | ano                                          |  | x                            | x                             |  | x                            | x                         |  | 15                  | 1                       |
| 28                 | NHL 19                                           |  | ano                                          | ano                                          |  | x                            | x                             |  | x                            | x                         |  | 15                  | 1                       |
| 29                 | NHL 20                                           |  | ano                                          | ano                                          |  | x                            | x                             |  | x                            | x                         |  | 15                  | 1                       |
| 30                 | NHL 21                                           |  | ano                                          | ano                                          |  | x                            | x                             |  | x                            | x                         |  | 14                  | 1                       |
| 31                 | NHL 22                                           |  | ano                                          | ano                                          |  | *stahovatelným patchem = ano | *stahovatelným patchem = ano  |  | *stahovatelným patchem = ano | ne                        |  | 16                  | 2                       |
| 32                 | NHL 23                                           |  | ano                                          | ano                                          |  | ano                          | ano                           |  | ano                          | ne                        |  | 14                  | 1                       |
| 33                 | NHL 24                                           |  | ano                                          | ano                                          |  | ano                          | ano                           |  | ano                          | ne                        |  | 14                  | 1                       |
| 34                 | NHL 25                                           |  | ano                                          | ano                                          |  | ano                          | ano                           |  | ano                          | ne                        |  | 14                  | 0                       |

## Seznam českých a slovenských klubů v jednotlivých ročnících série

### NHL 07: České kluby
| Tipsport Extraliga 2006/2007 | Název klubu ve hře      | Skutečný název či jiný klub v sezoně 2006/2007 |
| ---------------------------- | ----------------------- | ---------------------------------------------- |
| 1                            | HC Sparta Praha         |                                                |
| 2                            | HC Slavia Praha         |                                                |
| 3                            | HC Znojemští Orli       |                                                |
| 4                            | HC České Budějovice     | HC Mountfield                                  |
| 5                            | Bílí Tygři Liberec      |                                                |
| 6                            | HC Hamé Zlín            | HC Hamé                                        |
| 7                            | HC Vítkovice Steel      |                                                |
| 8                            | HC Oceláři Třinec       |                                                |
| 9                            | HC Moeller Pardubice    |                                                |
| 10                           | HC Energie Karlovy Vary |                                                |
| 11                           | HC Lasselsberger Plzeň  |                                                |
| 12                           | HC Chemopetrol Litvínov | HC Chemopetrol                                 |
| 13                           | HC Rabat Kladno         |                                                |
| 14                           | Vsetínská hokejová      |                                                |

### NHL 09: České kluby
| České kluby v sezoně 2008/2009 *(bez herního modu Extraligy) | Název klubu ve hře      | Skutečný název či jiný klub v sezoně 2008/2009 |
| ------------------------------------------------------------ | ----------------------- | ---------------------------------------------- |
| 1                                                            | HC Slavia Praha         |                                                |
| 2                                                            | HC Energie Karlovy Vary |                                                |
| 3                                                            | HC Mountfield           |                                                |
| 4                                                            | Bílí Tygři Liberec      |                                                |
| 5                                                            | HC Litvínov             |                                                |
| 6                                                            | HC Sparta Praha         |                                                |
| 7                                                            | HC Oceláři Třinec       |                                                |
| 8                                                            | HC Geus Okna Kladno     |                                                |
| 9                                                            | HC Lasselsberger Plzeň  |                                                |
| 10                                                           | HC Znojemští Orli       |                                                |
| 11                                                           | HC Vítkovice Steel      |                                                |
| 12                                                           | HC Moeller Pardubice    |                                                |
| 13                                                           | RI Okna Zlín            |                                                |
| 14                                                           | HC Slovan Ústečtí Lvi   | BK Mladá Boleslav                              |

### NHL 10: České kluby
| O2 Extraliga 2009/2010 | Název klubu ve hře      | Skutečný název či jiný klub v sezoně 2009/2010 |
| ---------------------- | ----------------------- | ---------------------------------------------- |
| 1                      | HC Energie Karlovy Vary |                                                |
| 2                      | HC Slavia Praha         |                                                |
| 3                      | HC Sparta Praha         |                                                |
| 4                      | HC Lasselsberger Plzeň  | HC Plzeň 1929                                  |
| 5                      | HC Moeller Pardubice    | HC Eaton Pardubice                             |
| 6                      | HC Litvínov             | HC Benzina Litvínov                            |
| 7                      | RI Okna Zlín            | PSG Zlín                                       |
| 8                      | HC Vítkovice Steel      |                                                |
| 9                      | Bílí Tygři Liberec      |                                                |
| 10                     | HC Oceláři Třinec       |                                                |
| 11                     | HC Mountfield           |                                                |
| 12                     | HC Geus Okna Kladno     |                                                |
| 13                     | HC Znojemští Orli       | HC Kometa Brno                                 |
| 14                     | BK Mladá Boleslav       |                                                |

### NHL 11: České kluby
| O2 Extraliga 2010/2011 | Název klubu ve hře      | Skutečný název či jiný klub v sezoně 2010/2011 |
| ---------------------- | ----------------------- | ---------------------------------------------- |
| 1                      | HC Eaton Pardubice      |                                                |
| 2                      | HC Vítkovice Steel      |                                                |
| 3                      | HC Slavia Praha         |                                                |
| 4                      | Bílí Tygři Liberec      |                                                |
| 5                      | HC Plzeň 1929           |                                                |
| 6                      | PSG Zlín                |                                                |
| 7                      | HC Sparta Praha         |                                                |
| 8                      | HC Oceláři Třinec       |                                                |
| 9                      | HC Mountfield           |                                                |
| 10                     | HC Benzina Litvínov     |                                                |
| 11                     | HC Kometa Brno          |                                                |
| 12                     | HC Geus Okna Kladno     | HC Vagnerplast Kladno                          |
| 13                     | HC Energie Karlovy Vary |                                                |
| 14                     | BK Mladá Boleslav       |                                                |

### NHL 12: České kluby
| Extraliga ledního hokeje 2011/2012 | Název klubu ve hře      | Skutečný název či jiný klub v sezoně 2011/2012 |
| ---------------------------------- | ----------------------- | ---------------------------------------------- |
| 1                                  | HC Oceláři Třinec       |                                                |
| 2                                  | HC Vítkovice Steel      |                                                |
| 3                                  | HC Eaton Pardubice      | HC ČSOB Pojišťovna Pardubice                   |
| 4                                  | HC Slavia Praha         |                                                |
| 5                                  | Bílí Tygři Liberec      |                                                |
| 6                                  | PSG Zlín                |                                                |
| 7                                  | HC Mountfield           |                                                |
| 8                                  | HC Benzina Litvínov     | HC Verva Litvínov                              |
| 9                                  | HC Plzeň 1929           |                                                |
| 10                                 | HC Energie Karlovy Vary |                                                |
| 11                                 | HC Kometa Brno          |                                                |
| 12                                 | HC Sparta Praha         |                                                |
| 13                                 | HC Vagnerplast Kladno   | Rytíři Kladno                                  |
| 14                                 | BK Mladá Boleslav       |                                                |

### NHL 13: České kluby
| Extraliga ledního hokeje 2012/2013 | Název klubu ve hře           | Skutečný název či jiný klub v sezoně 2012/2013 |
| ---------------------------------- | ---------------------------- | ---------------------------------------------- |
| 1                                  | HC ČSOB Pojišťovna Pardubice |                                                |
| 2                                  | HC Kometa Brno               |                                                |
| 3                                  | HC Plzeň 1929                | HC Škoda Plzeň                                 |
| 4                                  | Bílí Tygři Liberec           |                                                |
| 5                                  | HC Sparta Praha              |                                                |
| 6                                  | HC Mountfield                |                                                |
| 7                                  | HC Vítkovice Steel           |                                                |
| 8                                  | PSG Zlín                     |                                                |
| 9                                  | Rytíři Kladno                |                                                |
| 10                                 | HC Oceláři Třinec            |                                                |
| 11                                 | HC Energie Karlovy Vary      |                                                |
| 12                                 | HC Slavia Praha              |                                                |
| 13                                 | HC Verva Litvínov            |                                                |
| 14                                 | Piráti Chomutov              |                                                |

### NHL 14: České kluby
| Extraliga ledního hokeje 2013/2014 | Název klubu ve hře           | Skutečný název či jiný klub v sezoně 2013/2014 |
| ---------------------------------- | ---------------------------- | ---------------------------------------------- |
| 1                                  | HC Škoda Plzeň               |                                                |
| 2                                  | PSG Zlín                     |                                                |
| 3                                  | HC Slavia Praha              |                                                |
| 4                                  | HC Oceláři Třinec            |                                                |
| 5                                  | HC Sparta Praha              |                                                |
| 6                                  | HC Verva Litvínov            |                                                |
| 7                                  | Rytíři Kladno                |                                                |
| 8                                  | HC Vítkovice Steel           |                                                |
| 9                                  | HC Mountfield                | Mountfield HK                                  |
| 10                                 | HC ČSOB Pojišťovna Pardubice |                                                |
| 11                                 | HC Kometa Brno               |                                                |
| 12                                 | HC Energie Karlovy Vary      |                                                |
| 13                                 | Bílí Tygři Liberec           |                                                |
| 14                                 | Piráti Chomutov              |                                                |

### NHL 15: České kluby
| Extraliga ledního hokeje 2014/2015 | Název klubu ve hře           |
| ---------------------------------- | ---------------------------- |
| 1                                  | PSG Zlín                     |
| 2                                  | HC Kometa Brno               |
| 3                                  | HC Sparta Praha              |
| 4                                  | HC Oceláři Třinec            |
| 5                                  | HC Škoda Plzeň               |
| 6                                  | Mountfield HK                |
| 7                                  | HC ČSOB Pojišťovna Pardubice |
| 8                                  | HC Vítkovice Steel           |
| 9                                  | Bílí Tygři Liberec           |
| 10                                 | HC Slavia Praha              |
| 11                                 | HC Verva Litvínov            |
| 12                                 | HC Energie Karlovy Vary      |
| 13                                 | BK Mladá Boleslav            |
| 14                                 | HC Olomouc                   |

### NHL 16*(Legacy Edition):České kluby
| Extraliga ledního hokeje 2015/2016 | Název klubu ve hře      |
| ---------------------------------- | ----------------------- |
| 1                                  | HC Verva Litvínov       |
| 2                                  | HC Oceláři Třinec       |
| 3                                  | HC Kometa Brno          |
| 4                                  | HC Sparta Praha         |
| 5                                  | Mountfield HK           |
| 6                                  | PSG Zlín                |
| 7                                  | HC Dynamo Pardubice     |
| 8                                  | BK Mladá Boleslav       |
| 9                                  | HC Škoda Plzeň          |
| 10                                 | HC Vítkovice Steel      |
| 11                                 | HC Energie Karlovy Vary |
| 12                                 | Bílí Tygři Liberec      |
| 13                                 | HC Olomouc              |
| 14                                 | Piráti Chomutov         |

### NHL 17: České kluby
| Extraliga ledního hokeje 2016/2017 | Název klubu ve hře      | Skutečný název či jiný klub v sezoně 2016/2017 |
| ---------------------------------- | ----------------------- | ---------------------------------------------- |
| 1                                  | Bílí Tygři Liberec      |                                                |
| 2                                  | HC Sparta Praha         |                                                |
| 3                                  | HC Škoda Plzeň          |                                                |
| 4                                  | BK Mladá Boleslav       |                                                |
| 5                                  | Mountfield HK           |                                                |
| 6                                  | HC Olomouc              |                                                |
| 7                                  | PSG Zlín                |                                                |
| 8                                  | Piráti Chomutov         |                                                |
| 9                                  | HC Kometa Brno          |                                                |
| 10                                 | HC Oceláři Třinec       |                                                |
| 11                                 | HC Vítkovice Steel      | HC Vítkovice Ridera                            |
| 12                                 | HC Dynamo Pardubice     |                                                |
| 13                                 | HC Verva Litvínov       |                                                |
| 14                                 | HC Energie Karlovy Vary |                                                |

### NHL 18: České kluby
| Extraliga ledního hokeje 2017/2018 | Název klubu ve hře  | Skutečný název či jiný klub v sezoně 2017/2018 |  | Erste Bank Eishockey Liga 2017/2018 | Název klubu ve hře | Skutečný název či jiný klub v sezoně 2017/2018 |  | Champions Hockey League 2017/2018 |
| ---------------------------------- | ------------------- | ---------------------------------------------- |  | ----------------------------------- | ------------------ | ---------------------------------------------- |  | --------------------------------- |
| 1                                  | HC Kometa Brno      |                                                |  |                                     |                    |                                                |  | ano                               |
| 2                                  | Bílí Tygři Liberec  |                                                |  |                                     |                    |                                                |  | ano                               |
| 3                                  | Mountfield HK       |                                                |  |                                     |                    |                                                |  | ano                               |
| 4                                  | Piráti Chomutov     |                                                |  |                                     |                    |                                                |  |                                   |
| 5                                  | HC Oceláři Třinec   |                                                |  |                                     |                    |                                                |  | ano                               |
| 6                                  | HC Sparta Praha     |                                                |  |                                     |                    |                                                |  |                                   |
| 7                                  | HC Verva Litvínov   |                                                |  |                                     |                    |                                                |  |                                   |
| 8                                  | HC Škoda Plzeň      |                                                |  |                                     |                    |                                                |  |                                   |
| 9                                  | HC Vítkovice Ridera |                                                |  |                                     |                    |                                                |  |                                   |
| 10                                 | BK Mladá Boleslav   |                                                |  |                                     |                    |                                                |  |                                   |
| 11                                 | HC Olomouc          |                                                |  |                                     |                    |                                                |  |                                   |
| 12                                 | PSG Zlín            | Aukro Berani Zlín                              |  |                                     |                    |                                                |  |                                   |
| 13                                 | HC Dynamo Pardubice |                                                |  |                                     |                    |                                                |  |                                   |
| 14                                 | HC Dukla Jihlava    |                                                |  |                                     |                    |                                                |  |                                   |
|                                    |                     |                                                |  | 15                                  | HC Orli Znojmo     | Orli Znojmo                                    |  |                                   |

### NHL 18: Slovenské kluby
| Champions Hockey League 2017/2018 | Název klubu ve hře     | Skutečný název či jiný klub v sezoně 2017/2018 |
| --------------------------------- | ---------------------- | ---------------------------------------------- |
| 1                                 | HC '05 Banská Bystrica | HC '05 iClinic Banská Bystrica                 |

### NHL 19: České kluby
| Extraliga ledního hokeje 2018/2019 | Název klubu ve hře      |  | Erste Bank Eishockey Liga 2018/2019 | Název klubu ve hře | Skutečný název či jiný klub v sezoně 2018/2019 |  | Champions Hockey League 2018/2019 |
| ---------------------------------- | ----------------------- |  | ----------------------------------- | ------------------ | ---------------------------------------------- |  | --------------------------------- |
| 1                                  | HC Kometa Brno          |  |                                     |                    |                                                |  | ano                               |
| 2                                  | HC Oceláři Třinec       |  |                                     |                    |                                                |  | ano                               |
| 3                                  | HC Škoda Plzeň          |  |                                     |                    |                                                |  | ano                               |
| 4                                  | Mountfield HK           |  |                                     |                    |                                                |  | ano                               |
| 5                                  | HC Vítkovice Ridera     |  |                                     |                    |                                                |  |                                   |
| 6                                  | HC Dynamo Pardubice     |  |                                     |                    |                                                |  |                                   |
| 7                                  | Bílí Tygři Liberec      |  |                                     |                    |                                                |  |                                   |
| 8                                  | HC Olomouc              |  |                                     |                    |                                                |  |                                   |
| 9                                  | PSG Berani Zlín         |  |                                     |                    |                                                |  |                                   |
| 10                                 | HC Sparta Praha         |  |                                     |                    |                                                |  |                                   |
| 11                                 | BK Mladá Boleslav       |  |                                     |                    |                                                |  |                                   |
| 12                                 | Piráti Chomutov         |  |                                     |                    |                                                |  |                                   |
| 13                                 | HC Verva Litvínov       |  |                                     |                    |                                                |  |                                   |
| 14                                 | HC Energie Karlovy Vary |  |                                     |                    |                                                |  |                                   |
|                                    |                         |  | 15                                  | HC Orli Znojmo     | Orli Znojmo                                    |  |                                   |

### NHL 19: Slovenské kluby
| Champions Hockey League 2018/2019 | Název klubu ve hře     | Skutečný název či jiný klub v sezoně 2018/2019 |
| --------------------------------- | ---------------------- | ---------------------------------------------- |
| 1                                 | HC '05 Banská Bystrica | HC '05 iClinic Banská Bystrica                 |

### NHL 20: České kluby
| Extraliga ledního hokeje 2019/2020 | Název klubu ve hře      |  | Erste Bank Eishockey Liga 2019/2020 | Název klubu ve hře | Skutečný název či jiný klub v sezoně 2019/2020 |  | Champions Hockey League 2019/2020 |
| ---------------------------------- | ----------------------- |  | ----------------------------------- | ------------------ | ---------------------------------------------- |  | --------------------------------- |
| 1                                  | HC Oceláři Třinec       |  |                                     |                    |                                                |  | ano                               |
| 2                                  | Bílí Tygři Liberec      |  |                                     |                    |                                                |  | ano                               |
| 3                                  | HC Škoda Plzeň          |  |                                     |                    |                                                |  | ano                               |
| 4                                  | HC Kometa Brno          |  |                                     |                    |                                                |  |                                   |
| 5                                  | Mountfield HK           |  |                                     |                    |                                                |  | ano                               |
| 6                                  | HC Olomouc              |  |                                     |                    |                                                |  |                                   |
| 7                                  | HC Vítkovice Ridera     |  |                                     |                    |                                                |  |                                   |
| 8                                  | BK Mladá Boleslav       |  |                                     |                    |                                                |  |                                   |
| 9                                  | PSG Berani Zlín         |  |                                     |                    |                                                |  |                                   |
| 10                                 | HC Sparta Praha         |  |                                     |                    |                                                |  |                                   |
| 11                                 | HC Verva Litvínov       |  |                                     |                    |                                                |  |                                   |
| 12                                 | HC Energie Karlovy Vary |  |                                     |                    |                                                |  |                                   |
| 13                                 | HC Dynamo Pardubice     |  |                                     |                    |                                                |  |                                   |
| 14                                 | Rytíři Kladno           |  |                                     |                    |                                                |  |                                   |
|                                    |                         |  | 15                                  | HC Orli Znojmo     | Orli Znojmo                                    |  |                                   |

### NHL 20: Slovenské kluby
| Champions Hockey League 2019/2020 | Název klubu ve hře     | Skutečný název či jiný klub v sezoně 2019/2020 |
| --------------------------------- | ---------------------- | ---------------------------------------------- |
| 1                                 | HC '05 Banská Bystrica | HC '05 iClinic Banská Bystrica                 |

### NHL 21: České kluby
| Extraliga ledního hokeje 2020/2021 | Název klubu ve hře         | Skutečný název či jiný klub v sezoně 2020/2021 |  | Champions Hockey League 2020/2021 |
| ---------------------------------- | -------------------------- | ---------------------------------------------- |  | --------------------------------- |
| 1                                  | Bílí Tygři Liberec         |                                                |  | ano                               |
| 2                                  | HC Oceláři Třinec          |                                                |  | ano                               |
| 3                                  | HC Sparta Praha            |                                                |  | ano                               |
| 4                                  | BK Mladá Boleslav          |                                                |  |                                   |
| 5                                  | HC Škoda Plzeň             |                                                |  |                                   |
| 6                                  | HC Kometa Brno             |                                                |  |                                   |
| 7                                  | HC Olomouc                 |                                                |  |                                   |
| 8                                  | Mountfield HK              |                                                |  |                                   |
| 9                                  | HC Energie Karlovy Vary    |                                                |  |                                   |
| 10                                 | PSG Berani Zlín            |                                                |  |                                   |
| 11                                 | HC Dynamo Pardubice        |                                                |  |                                   |
| 12                                 | HC Verva Litvínov          |                                                |  |                                   |
| 13                                 | HC Vítkovice Ridera        |                                                |  |                                   |
| 14                                 | ČEZ Motor České Budějovice | Madeta Motor České Budějovice                  |  |                                   |

### NHL 21: Slovenské kluby
| Ice Hockey Liga 2020/2021 | Název klubu ve hře          |
| ------------------------- | --------------------------- |
| 1                         | iClinic Bratislava Capitals |

### NHL 22: České kluby
| Extraliga ledního hokeje 2021/2022 | Název klubu ve hře         | Skutečný název či jiný klub v sezoně 2021/2022 |  | Ice Hockey League 2021/2022 | Název klubu ve hře | Skutečný název či jiný klub v sezoně 2021/2022 |  | Champions Hockey League 2021/2022 |  | Spengler Cup 2021 (zrušen- Covid-19) |
| ---------------------------------- | -------------------------- | ---------------------------------------------- |  | --------------------------- | ------------------ | ---------------------------------------------- |  | --------------------------------- |  | ------------------------------------ |
| 1                                  | HC Oceláři Třinec          |                                                |  |                             |                    |                                                |  | ano                               |  |                                      |
| 2                                  | Bílí Tygři Liberec         |                                                |  |                             |                    |                                                |  |                                   |  |                                      |
| 3                                  | HC Sparta Praha            |                                                |  |                             |                    |                                                |  | ano                               |  | ano                                  |
| 4                                  | BK Mladá Boleslav          |                                                |  |                             |                    |                                                |  | ano                               |  |                                      |
| 5                                  | Mountfield HK              |                                                |  |                             |                    |                                                |  |                                   |  |                                      |
| 6                                  | HC Dynamo Pardubice        |                                                |  |                             |                    |                                                |  |                                   |  |                                      |
| 7                                  | HC Kometa Brno             |                                                |  |                             |                    |                                                |  |                                   |  |                                      |
| 8                                  | HC Olomouc                 |                                                |  |                             |                    |                                                |  |                                   |  |                                      |
| 9                                  | HC Škoda Plzeň             |                                                |  |                             |                    |                                                |  |                                   |  |                                      |
| 10                                 | HC Vítkovice Ridera        |                                                |  |                             |                    |                                                |  |                                   |  |                                      |
| 11                                 | HC Energie Karlovy Vary    |                                                |  |                             |                    |                                                |  |                                   |  |                                      |
| 12                                 | HC Verva Litvínov          |                                                |  |                             |                    |                                                |  |                                   |  |                                      |
| 13                                 | PSG Berani Zlín            |                                                |  |                             |                    |                                                |  |                                   |  |                                      |
| 14                                 | ČEZ Motor České Budějovice | HC Motor České Budějovice                      |  |                             |                    |                                                |  |                                   |  |                                      |
| 15                                 | Rytíři Kladno              |                                                |  |                             |                    |                                                |  |                                   |  |                                      |
|                                    |                            |                                                |  | 16                          | HC Orli Znojmo     | Orli Znojmo (19. října 2021 Tesla Orli Znojmo) |  |                                   |  |                                      |

### NHL 22: Slovenské kluby
| Ice Hockey League 2021/2022 | Název klubu ve hře          |  | Champions Hockey League 2021/2022 | Název klubu ve hře   |
| --------------------------- | --------------------------- |  | --------------------------------- | -------------------- |
| 1                           | iClinic Bratislava Capitals |  |                                   |                      |
|                             |                             |  | 2                                 | HC Slovan Bratislava |

### NHL 23: České kluby
| Extraliga ledního hokeje 2022/2023 | Název klubu ve hře         | Skutečný název či jiný klub ve hře v sezoně 2022/2023 |  | Champions Hockey League 2022/2023 |  | Spengler cup 2022 |
| ---------------------------------- | -------------------------- | ----------------------------------------------------- |  | --------------------------------- |  | ----------------- |
| 1                                  | HC Oceláři Třinec          |                                                       |  | ano                               |  |                   |
| 2                                  | HC Sparta Praha            |                                                       |  | ano                               |  | ano               |
| 3                                  | ČEZ Motor České Budějovice | HC Motor České Budějovice                             |  |                                   |  |                   |
| 4                                  | BK Mladá Boleslav          |                                                       |  |                                   |  |                   |
| 5                                  | Mountfield HK              |                                                       |  | ano                               |  |                   |
| 6                                  | HC Dynamo Pardubice        |                                                       |  |                                   |  |                   |
| 7                                  | Bílí Tygři Liberec         |                                                       |  |                                   |  |                   |
| 8                                  | HC Vítkovice Ridera        |                                                       |  |                                   |  |                   |
| 9                                  | HC Škoda Plzeň             |                                                       |  |                                   |  |                   |
| 10                                 | HC Olomouc                 |                                                       |  |                                   |  |                   |
| 11                                 | HC Kometa Brno             |                                                       |  |                                   |  |                   |
| 12                                 | HC Energie Karlovy Vary    |                                                       |  |                                   |  |                   |
| 13                                 | HC Verva Litvínov          |                                                       |  |                                   |  |                   |
| 14                                 | Rytíři Kladno              |                                                       |  |                                   |  |                   |

### NHL 23: Slovenské kluby
| Champions Hockey League 2022/2023 | Název klubu ve hře   |
| --------------------------------- | -------------------- |
| 1                                 | HC Slovan Bratislava |

### NHL 24: České kluby
| Extraliga ledního hokeje 2023/2024 | Název klubu ve hře           |  | Champions Hockey League 2023/2024 |  | Spengler Cup 2023 |
| ---------------------------------- | ---------------------------- |  | --------------------------------- |  | ----------------- |
| 1                                  | HC Oceláři Třinec            |  | ano                               |  |                   |
| 2                                  | Mountfield HK                |  |                                   |  |                   |
| 3                                  | HC Dynamo Pardubice          |  | ano                               |  | ano               |
| 4                                  | HC Vítkovice Ridera          |  | ano                               |  |                   |
| 5                                  | HC Sparta Praha              |  |                                   |  |                   |
| 6                                  | Bílí Tygři Liberec           |  |                                   |  |                   |
| 7                                  | HC Kometa Brno               |  |                                   |  |                   |
| 8                                  | HC Olomouc                   |  |                                   |  |                   |
| 9                                  | HC Energie Karlovy Vary      |  |                                   |  |                   |
| 10                                 | BK Mladá Boleslav            |  |                                   |  |                   |
| 11                                 | HC Verva Litvínov            |  |                                   |  |                   |
| 12                                 | HC Škoda Plzeň               |  |                                   |  |                   |
| 13                                 | Banes Motor České Budějovice |  |                                   |  |                   |
| 14                                 | Rytíři Kladno                |  |                                   |  |                   |

### NHL 24: Slovenské kluby
| Champions Hockey League 2023/2024 | Název klubu ve hře |
| --------------------------------- | ------------------ |
| 1                                 | HC Košice          |

### NHL 25: České kluby
| Extraliga ledního hokeje 2024/2025 | Název klubu ve hře           |  | Champions Hockey League 2024/2025 |  | Spengler Cup 2024 |
| ---------------------------------- | ---------------------------- |  | --------------------------------- |  | ----------------- |
| 1                                  | HC Oceláři Třinec            |  | ano                               |  |                   |
| 2                                  | HC Dynamo Pardubice          |  | ano                               |  | ano               |
| 3                                  | HC Sparta Praha              |  | ano                               |  |                   |
| 4                                  | HC Verva Litvínov            |  |                                   |  |                   |
| 5                                  | HC Kometa Brno               |  |                                   |  |                   |
| 6                                  | Banes Motor České Budějovice |  |                                   |  |                   |
| 7                                  | Bílí Tygři Liberec           |  |                                   |  |                   |
| 8                                  | Mountfield HK                |  |                                   |  |                   |
| 9                                  | HC Vítkovice Ridera          |  |                                   |  |                   |
| 10                                 | HC Olomouc                   |  |                                   |  |                   |
| 11                                 | HC Energie Karlovy Vary      |  |                                   |  |                   |
| 12                                 | HC Škoda Plzeň               |  |                                   |  |                   |
| 13                                 | BK Mladá Boleslav            |  |                                   |  |                   |
| 14                                 | Rytíři Kladno                |  |                                   |  |                   |